# ولادیمیر جوگوویچ

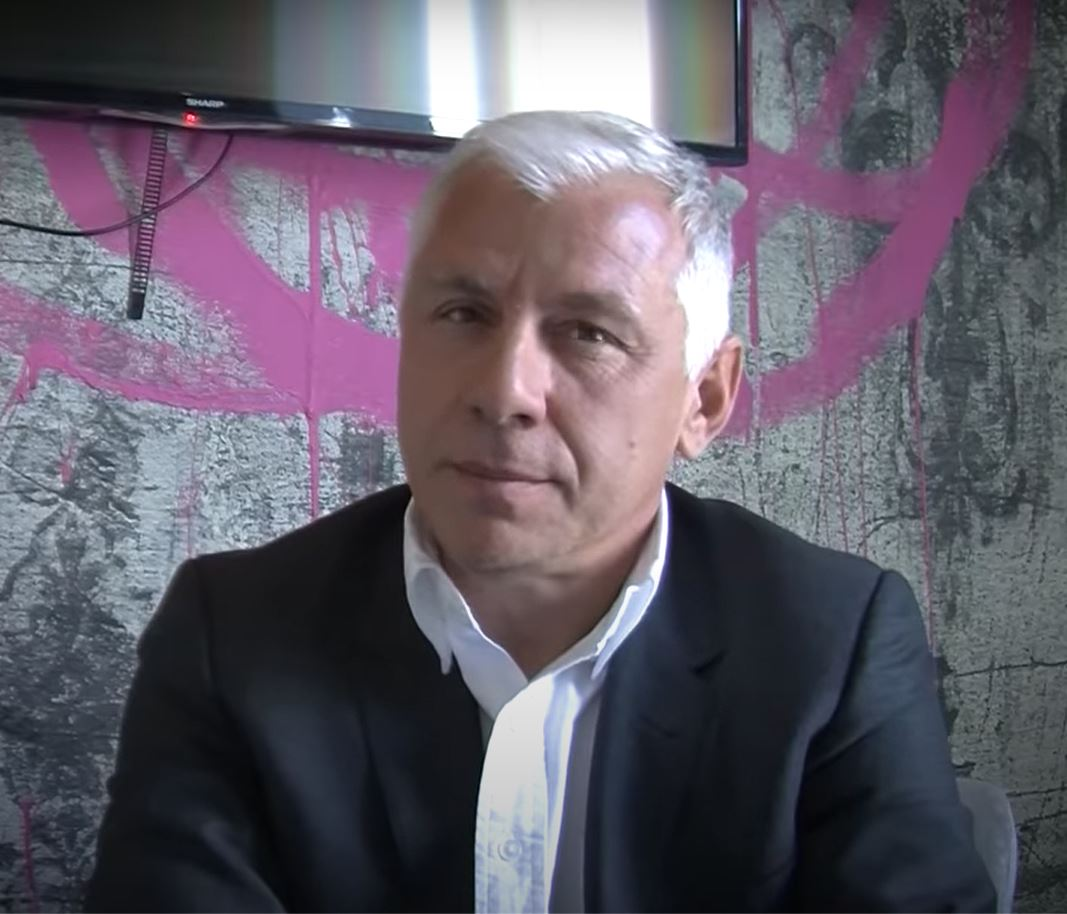
ولادیمیر جوگوویچ در سال ۲۰۱۹

ولادیمیر جوگوویچ (سیریلیک صربی: Владимир Југовић؛ زادهٔ ۳۰ اوت ۱۹۶۹) یک بازیکن فوتبال پیشین اهل جمهوری فدرال سوسیالیستی یوگسلاوی است.

## باشگاهی
از باشگاه‌هایی که در آن بازی کرده‌است، می‌توان به یوونتوس، موناکو، لاتزیو، سمپدوریا، باشگاه فوتبال آدمیرا واکر مودلینگ، باشگاه فوتبال ستاره سرخ بلگراد، اینتر میلان و اتلتیکو مادرید اشاره کرد.

## تیم ملی
وی در تیم ملی فوتبال یوگسلاوی و همچنین تیم ملی فوتبال صربستان بازی کرده است.